# Hans Dernschwam
Hans Dernschwam (Most (Brüx), Cseh Királyság, 1494 – 1568/69; magyarosan: Dernschwam János) a Fugger család szolgálatában álló kereskedő volt.
Elsősorban Magyarország területén tevékenykedett. Saját költségén 1553 és 1555 között részt vett I. Ferdinánd követségében, amit I. Szulejmán szultánhoz küldött. Ennek keretében járt Konstantinápolyban és később Amasyában is. Ezen utazásáról írt egy útinaplót, ami színes képet fest az akkori Balkánról és az Oszmán Birodalomról.

## Élete
Dernschwam Mark városi patrícius elsőszülött fia. Tekintélyes és gazdag patrícius családba született a csehországi Brüxben (ma: Most). Halálának pontos éve nem ismert, 1568-ban vagy 1569-ben hunyt el, feltehetőleg a felvidéki Csesztén (ma: Častá, Szlovákia; németesen: Schattmansdorf). Már tizenhárom évesen, 1507-ben bölcseletet tanult Bécsben, majd később Lipcsébe ment, és ott fejezte be 1510-ben baccalaureusként alapfokú tanulmányait. Valamikor 1513. körül Rómában tartózkodott. Itt Taurinusszal kötött barátsága Bakócz Tamás környezetébe sodorta. Vele jött Magyarországra már 1514-ben, és Budán állt az itáliai humanista, Girolamo Balbi szolgálatába, annak titkáraként. Részt vett az 1515-ös pozsonyi kongresszuson, azaz a lengyel-magyar királytalálkozón. Később Thurzó György mellett tevékenykedett és 1517-ben Besztercebányára költözött. Thurzó Elek a nagybányai pénzverő élére helyezte, majd 1520-ban Budára vitte. 
Az 1520-as években sokat utazott Magyarországon és a szomszédos tartományokban, ezen idő alatt római kori feliratokat gyűjtött. Fugger Antal (1493-1560) szolgálatába 1525-ben állt be, ennek köszönhetően elsősorban bányászattal és színesfém-kereskedelemmel foglalkozott. 1525-ben a Fugger-Thurzó társaság pénztárosa volt. A vállalat ellen kitört zavargások idején, amikor főnökeit bebörtönözték, annak egyetlen képviselője maradt. A Fugger-érdekeltség visszaállításáról folytatott tárgyalások (1526) után Fugger Antal bizalmasa lett, majd az erdélyi sókamarák vezetőjévé nevezték ki (1528–29). 1529–49 között Besztercebányán élt és a Fugger-vállalatot vezette. 1553-ban a Verancsics Antal vezette követséggel Konstantinápolyba és Ankarán át a szultán kis-ázsiai székhelyére, Amasyiába ment, ahonnan 1555-ben tért vissza. Szenvedélyes humanista volt, könyvtárat gyűjtött, ex librisét maga Dürer készítette. Az erdélyi sóbányákban ásatásokat végeztetett, római feliratokat másolt. Könyvtárát örököse eladta a bécsi udvarnak.

## Törökországi útinapló

### Magyarul
- Erdély, Besztercebánya, törökországi útinapló; ford., bev. Tardy Lajos, jegyz. Dávid Géza, Tardy Lajos; Európa, Budapest, 1984 (Bibliotheca historica)

## Művei
- Inscriptiones Romanae e lapidibus in territoriis Hungariae et Transsylvaniae repertis anno 1520–30 collectae
- Relatio itinerationis Constatinapolitanae et Turciae (kiadta: Fr. Babinger „Tagebuch einer Reise nach Konstantinopel und Kleinasien” 1553/55. München, 1923)
- Emlékirata: Beschreibung des Mitternhaus im Neusohl gelegen… (kiadta Johann Christian Engel: Geschichte des ungarischen Reiches, I. Halle, 1795)
- Jelentése az erdélyi sóbányákról: J. Strieder: Ein Bericht des Fuggerschen Factors Hans D. über den Siebenbürgener Salzbergbau um 1428 (Ungarische Jahrbücher, 1933)
- Erdély, Besztercebánya, törökországi útinapló; ford., bev. Tardy Lajos, jegyz. Dávid Géza, Tardy Lajos; Európa, Budapest, 1984 (Bibliotheca historica)

## Szakirodalom
- Berlász Jenő: Dernschwam János könyvtára (Budapest, 1964)

## Fordítás
- Ez a szócikk részben vagy egészben  a   Hans Dernschwam című német Wikipédia-szócikk ezen változatának fordításán alapul.  Az eredeti cikk szerkesztőit annak laptörténete sorolja fel. Ez a jelzés csupán a megfogalmazás eredetét és a szerzői jogokat jelzi, nem szolgál a cikkben szereplő információk forrásmegjelöléseként.